# 1483
1483（千四百八十三、せんよんひゃくはちじゅうさん）は、自然数および整数において、1482の次で1484の前の数である。

## 性質
- 1483は235番目の素数であり、1つ前は1481、次は1487。
  - 約数の和は1484。
  - 1483は49番目の双子素数の大きい方の数である。1つ前は1453、次は1489。(オンライン整数列大辞典の数列 A006512)
  - 1483は6番目の四つ子素数の2番目の数である。1つ前は823、次は1873。(オンライン整数列大辞典の数列 A136720)
  - 1483は4番目の五つ子素数の2番目の数である。1つ前は103、次は16063。(オンライン整数列大辞典の数列 A022006ただし整数列大辞典は先頭の数の数列である。)
- 1483 = 33 + 53 + 113
  - 異なる3つの素数の立方和で表せる最小の素数である。次は5381(= 53 + 73 + 173 )。(オンライン整数列大辞典の数列 A137365)
- 13番目の中心つき十九角数である。1つ前は1255、次は1730。(オンライン整数列大辞典の数列 A069132)
- 1483 = 206 + 1277
  - n (番目の素数) + Pn の形で表せる38番目の素数である。1つ前は1453、次は1579。(オンライン整数列大辞典の数列 A061068)
- 1483 = 380 + 381 + 382
  - 38の累乗和とみたとき1つ前は39、次は56355。(オンライン整数列大辞典の数列 A218741)
  - 16番目の n2 + n + 1 の形の素数である。1つ前は1123、次は1723。(オンライン整数列大辞典の数列 A002383)
- 各位の和が16になる98番目の数である。1つ前は1474、次は1492。 
  - 各位の和が16になる数で素数になる21番目の数である。1つ前は1447、次は1609。(オンライン整数列大辞典の数列 A106757)

## その他 1483 に関すること
- 西暦1483年